# جورج كونز
جورج كونز (بالفرنسية: Georges Kunz)‏ هو راكب الكنو فرنسي، ولد في 17 يناير 1922.

## وصلات خارجية
- جورج كونز على موقع أوليمبيديا (الإنجليزية)